# Эмилия Лепида (жена Гальбы)

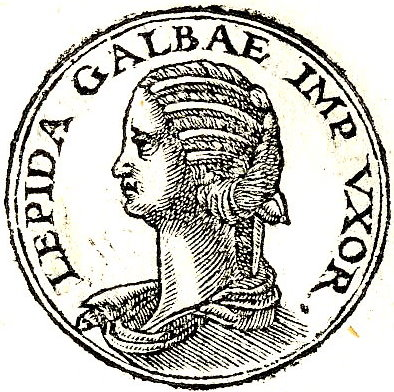
Портрет Эмилии Лепиды из Promptuarii Iconum Insigniorum

Эмилия Лепида (лат. Aemilia Lepida) — жена римского императора Гальбы.
Её отцом был консул 11 года Маний Эмилий Лепид. В 20 году Лепида стала супругой будущего императора Сервия Сульпиция Гальбы. В их браке родились двое сыновей, однако они оба скончались в детстве или молодости. В 39 году Агриппина Младшая совершила безуспешную попытку отбить у Лепиды мужа, что привело к скандалу. Светоний пишет, что мать Лепиды даже ударила Агриппину на собрании матрон. Лепида умерла ещё до того, как её супруг стал императором.